# 彦湯支命
彦湯支命（ひこゆきのみこと、生没年不詳）は、古代日本の豪族で穂積臣、采女臣、物部連らの祖。木開足尼（きけのすくね）の別名を伝える。

## 概要
『先代旧事本紀』「天孫本紀」によると、綏靖朝に初めて足尼となり、次に申食国政大夫となって大神を奉斎したとされる。同書「天皇本紀」によると、綏靖天皇即位3年春正月に宇摩志麻治命の子・彦湯支命が食国政申大夫となったとされる。
『新撰姓氏録』では日子湯支命、比古由支命と記され、大和国神別の志貴連や河内国神別の日下部氏の祖とされる。
彦湯支命は、人名の「湯支」が大嘗祭での悠紀と訓みが通じ、『先代旧事本紀』で兄とされる味饒田命は、豊饒な田という意味の名前であり、彦湯支命は物部が大嘗祭で果たした苗付けから刈り取りまでの一切を行った役割を彷彿させる人名であると指摘されている。

## 系譜
父は宇摩志麻遅命、母は活目邑の五十呉桃の娘・師長姫で、阿刀連、熊野国造らの祖・味饒田命の弟とされる。日下部の馬津久流久美の娘・阿野姫を妻として大禰命を、淡海川枯姫を妻として出石心大臣命を生んだとされる。